# Pertoltice (okres Liberec)
Pertoltice (německy Berzdorf b. Friedland) jsou vesnice na severu Česka, v okrese Liberec, v Libereckém kraji. Leží ve Frýdlantském výběžku asi 5 kilometrů severně od města Frýdlantu na Pertoltickém potoce, do něhož v dolní části vsi vtéká Panenský potok. Žije zde 301 obyvatel. Vlastní obec má dvě části, Horní Pertoltice a Dolní Pertoltice.
Obcí prochází silnice I/13 z Frýdlantu na hraniční přechod Habartice–Závidov. Jižně od obce se nachází Panenský rybník.

## Název
Pojmenování obce se vykládá jako vesnice lidí patřících Pertoltovi. K roku 1381 je obec pojmenovávána Bertilsdorf a její pojmenování postupně přechází od Bertolsdorf (1398), Bertelsdorff (1432), Bertolsdurff (1441), Berthelsdorff (1454), Bertelsdorff (1490), Bertelszdorff či Bertsdorff (1567), Berttelsdorff (1606), Bettlsdorff nebo Betlsdorf (1615), Bertelsdorff či Bertzdorf (1616), Bertelsdorff (1617), Partzdorf (1626), Bertolszdorff (1649), Bärtelszdorff (1651), Berzdorf (1665), Bätzdorff (1674), Betzdorff (1690) až po Berzdorf (1834).

## Historie
Po celý středověk zaujímaly Pertoltice mezi ostatními obcemi Frýdlantska mimořádné postavení. Nebyly totiž lénem podléhajícím majiteli frýdlantského panství, ale přímo koruně. Není však jasné, jak a kdy tohoto postavení dosáhly. Je však jisté, že na přelomu 14. a 15. století patřily ke Zhořelecku: tehdejší majitelka obce Margareta se svou dcerou a krčmářem se měli zodpovídat za podporu poskytovanou silničním lapkům, panovník je však povinnosti zodpovídat se před soudem Šestiměstí zprostil. To nasvědčuje tomu, že tehdejší majitelé Pertoltic – páni z Tschirnhaus (Černous) – podléhali královskému soudu. Na obec po tuto dobu uplatňovali (patrně neprávem) nárok jak frýdlantští Biberštejnové, tak i grabštejnští Donínové. Ani Biberštejnové, ani pozdější Redernové se však překvapivě tento kousek královské země uprostřed svého panství nepokoušeli získat nijak aktivně.
To se změnilo, když se majitelem Frýdlantska stal Albrecht z Valdštejna. Pertoltice se v té době dělily na tři části: Horní vlastněné Jeronýmem z Nostitzů, Střední v majetku Barbory z Pentzigů a Dolní Wilricha z Holbergu. Jejich majitelé je Albrechtovi prodali za 6990, 6275 a 5100 tolarů. Vévoda jim jejich díly udělil v léno, finanční částku však nedostali, protože byl Albrecht 25. února 1634 v Chebu zavražděn. Během třicetileté války změnily statky mnohokrát majitele, ekonomicky upadaly a protože je nikdo jiný nechtěl vykoupit, stal se jejich majitelem v letech 1662–65 hrabě Gallas, který je definitivně připojil k frýdlantskému panství.
V 17. století byly Pertoltice rozděleny mezi dvě obce: Horní Pertoltice a Dolní Pertoltice. Pod Dolní spadala také osada Nové Pertoltice (někdy zvaná též Prostřední) založená roku 1782. Obce sice ležely u důležité silnice, zachovávaly si však zemědělský charakter. Měly také společnou školu, která od roku 1892 sídlila v nové školní budově postavené v Dolních Pertolticích. Ve třicátých letech 20. století měly Pertoltice 469 německých a 11 českých obyvatel. Po skončení druhé světové války a odsunu německých obyvatel přišli do Pertoltic osídlenci z okolí Jičína, Mladé Boleslavi a Turnova. Horní a Dolní Pertoltice byly spojeny na konci roku 1949. 1. května 1980 se Pertoltice staly součástí Habartic. Správní samostatnost znovu získaly 1. ledna 1991.

## Zajímavosti a pamětihodnosti
- Kostel svatého Jošta v Dolních Pertolticích
- Reinišův statek – Objekt č. p. 194 nedaleko kostela je pozůstatkem sídla držitelů středního léna.
- Haslerův dům – dnešní č.p. 198 původní č.p. 12 v je hrázděná, původně podstávková patrová stavba z konce 18. století, stáří domu resp. jeho dřevěných konstrukcí bylo stanoveno dendrochronologicky. 2010 bylo vlastníkem požádáno o památkovou ochranu. Dům je součástí skanzenu Pertoltice provozovaným sdružením Lidové stavby s expozicí lidového mobiliáře, bydlení, praní a řemeslnického nářadí.
- Kovárna Antona Schwinda – je polopatrová zděná stavba z roku 1893 postavená pro kováře a podkováře Antona Schwinda. Dům je součástí skanzenu Pertoltice provozovaným sdružením Lidové stavby.
- v klasicistním domě čp. 64 býval v provozu zájezdní hostinec[6]
- Několik drobných sakrálních památek v Dolních i Horních Pertolticích i ve volné krajině
- Památné stromy Pertoltická lípa a Vlastníkův dub (uváděno též Vlastíkův) v horní části vsi
- Několik rybníků, mj. Panenský a Šálkův rybník
- Rozsáhlý les Poustecká obora jižně od Nových Pertoltic

## Galerie

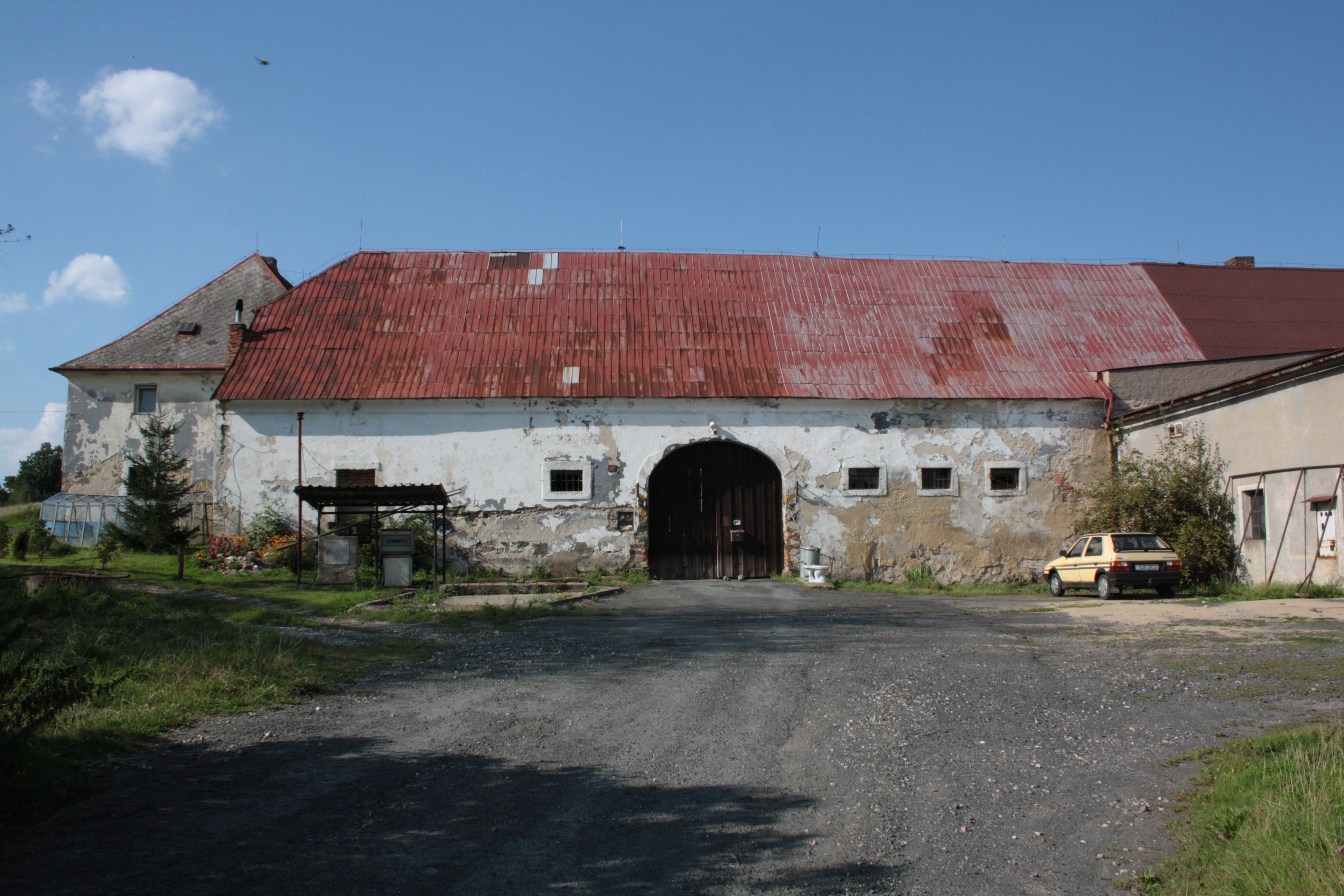
Reinišův statek
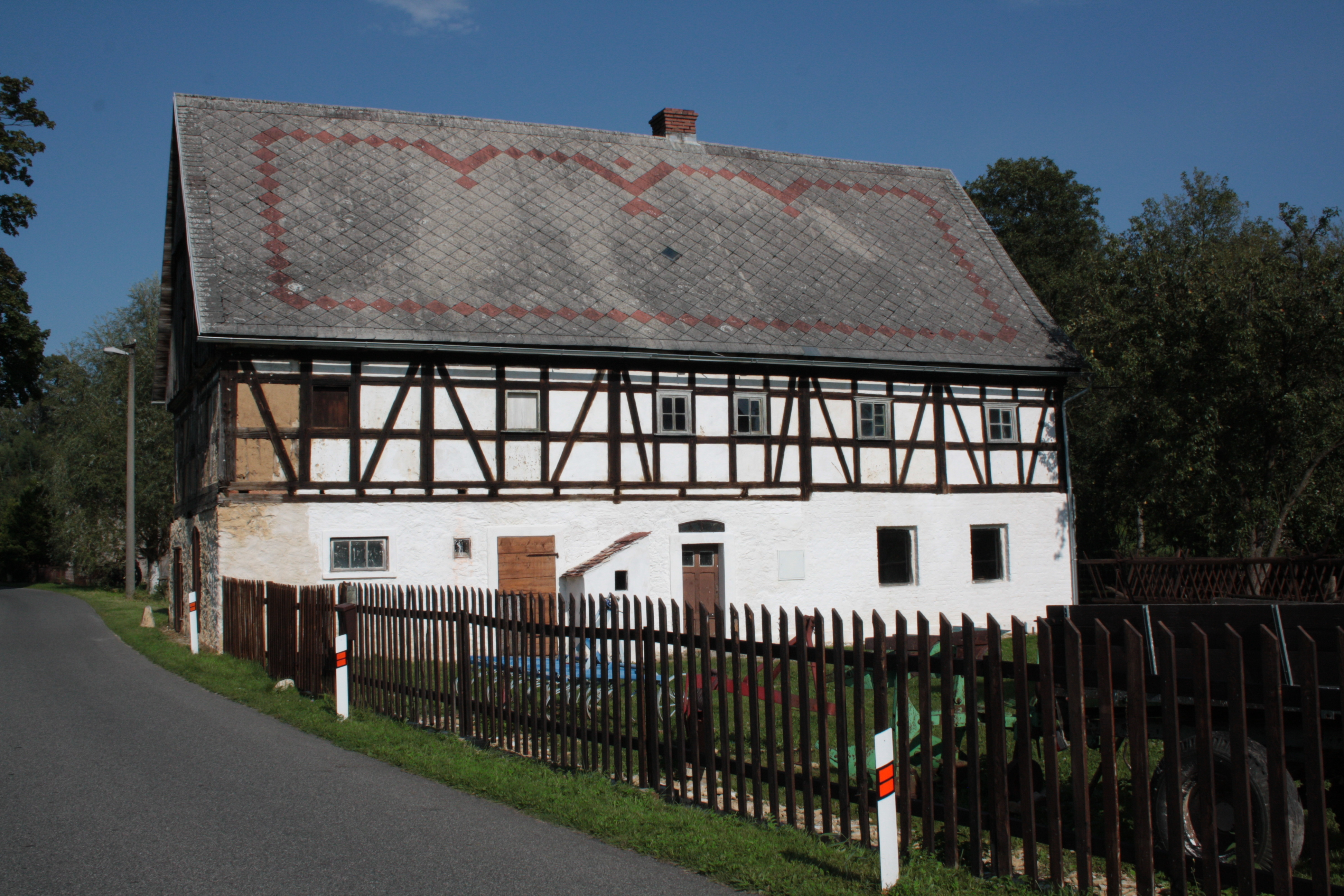
Haslerův dům
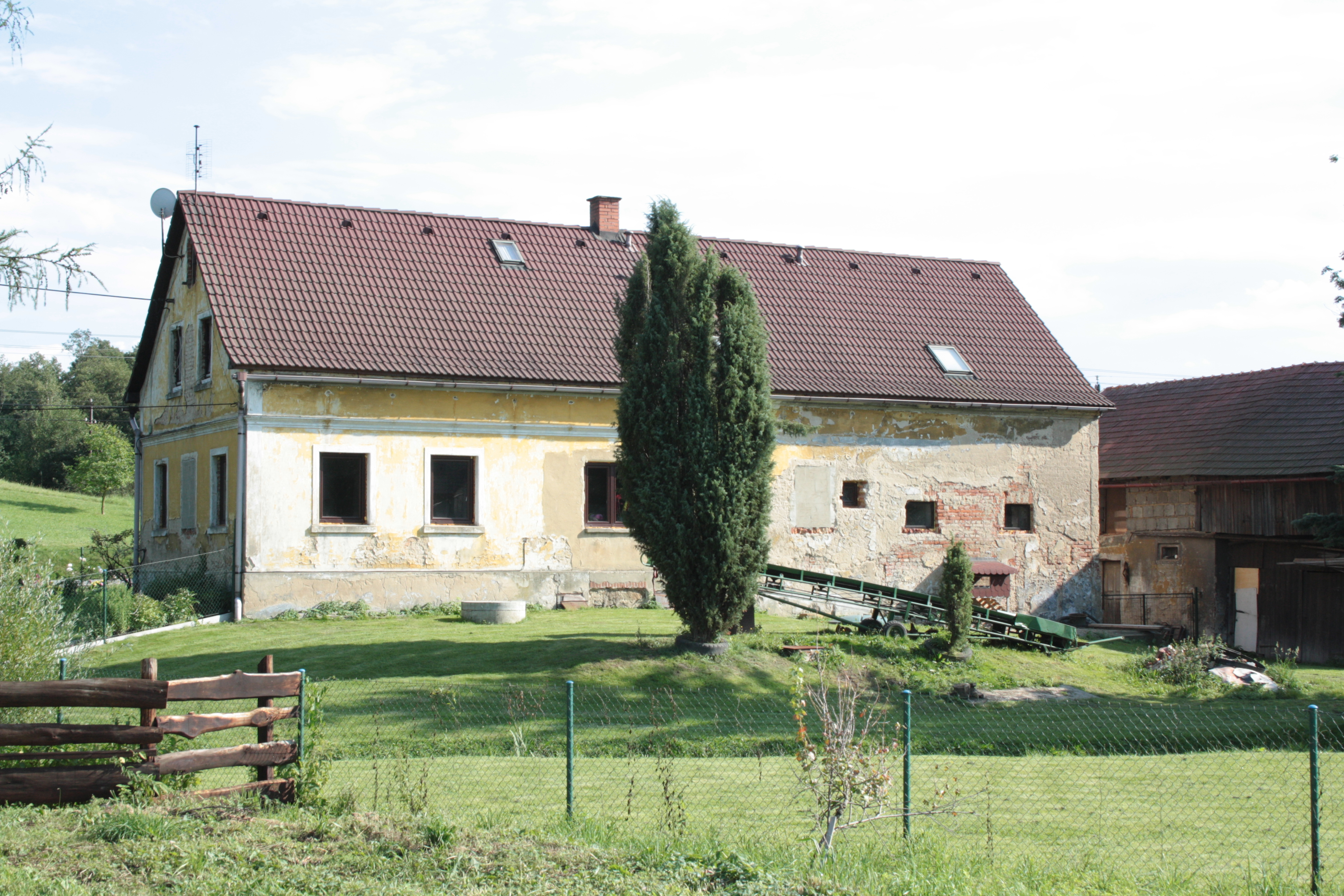
Chalupa čp. 56
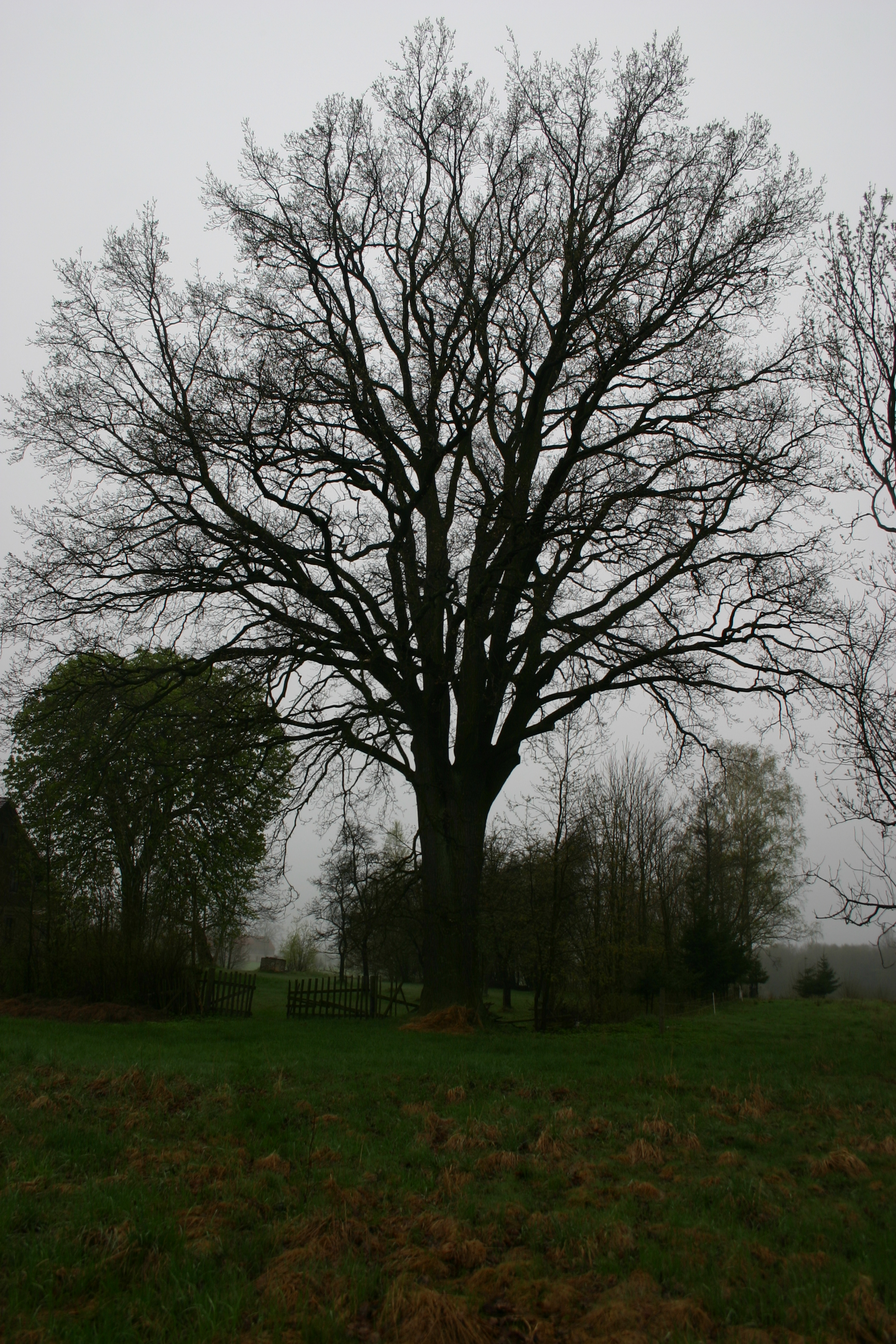
Památný Vlastníkův dub
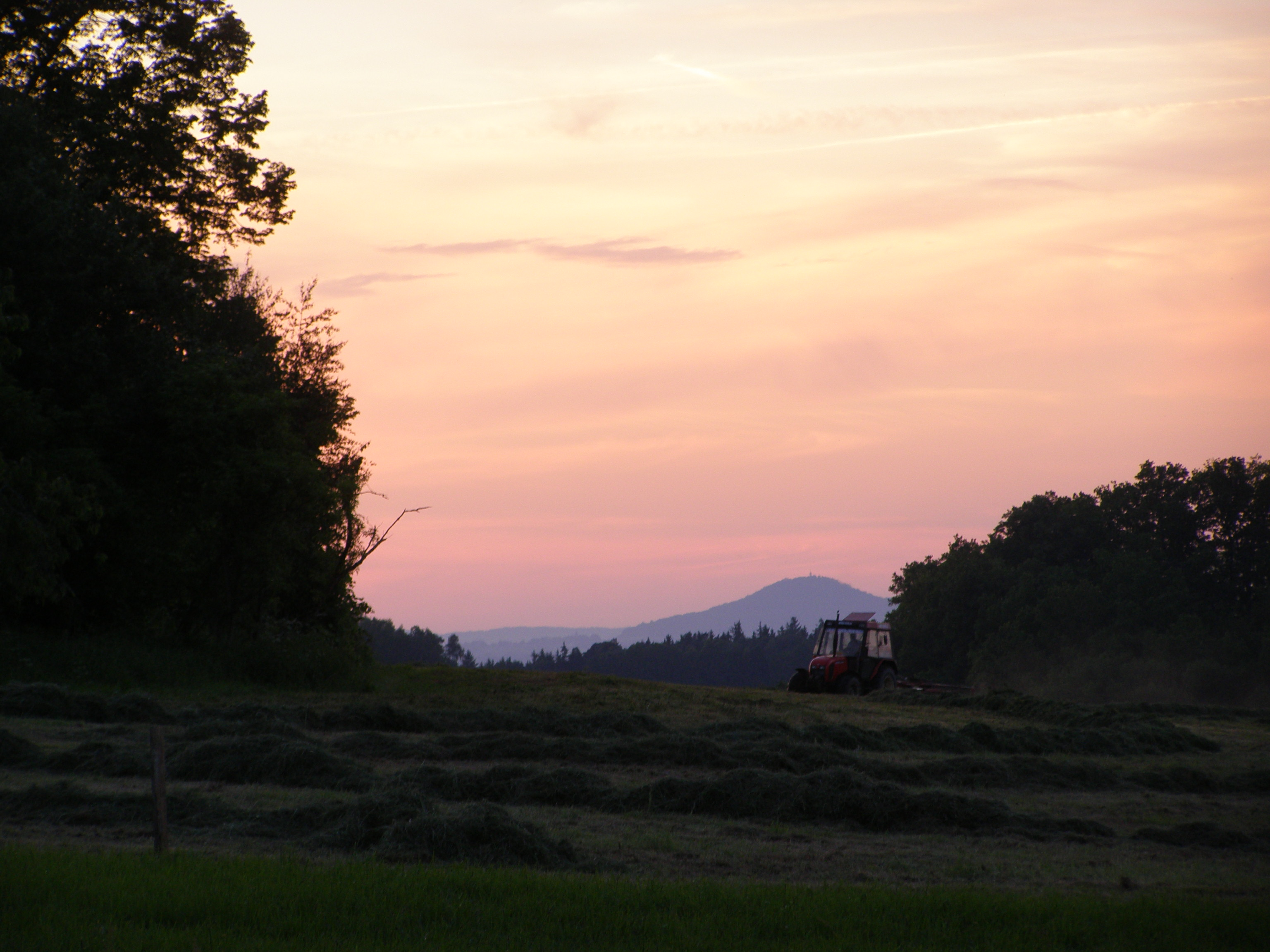
Večerní nálada u Nových Pertoltic